# Sermide
Sermide là một đô thị tại tỉnh Mantova trong vùng Lombardia của Italia, có vị trí cách khoảng 180 km về phía đông nam của Milano và khoảng 45 km về phía đông nam của Mantova. Tại thời điểm 31/12/2004, đô thị này có dân số 6.533 người và diện tích là 56,9 km².
Sermide có các frazioni (các đơn vị trực thuộc, chủ yếu là các làng) Malcantone, Porcara, và Caposotto.
Sermide giáp các đô thị: Bondeno, Calto, Carbonara di Po, Castelmassa, Castelnovo Bariano, Felonica, Magnacavallo, Mirandola, Poggio Rusco.